# Игнатово (Локнянский район)
Игна́тово — деревня в Локнянском районе Псковской области России. Входит в состав Локнянской волости.
Расположена на западной границе райцентра Локня.
Численность населения деревни составляла 37 жителей в 2000 году, 27 жителей в 2011 году.